# كمبرلاند (رود آيلاند)
كمبرلاند أو كمبرلند (بالإنجليزية: Cumberland)‏ هي بلدة تقع بولاية رود آيلاند في الولايات المتحدة. تأسست عام 1635، تبلغ مساحتها 73.2 (كم²)، وترتفع عن سطح البحر م، بلغ عدد سكانها 33512 نسمة في عام 2010 حسب إحصاء مكتب تعداد الولايات المتحدة .

## أعلام
- سيميون ثاير
- إد كونلي
- تيم وايت
- بوبي فارلي

## وصلات خارجية
- www.cumberlandri.org
- The US50 - Cities and Towns in Rhode Island State
- Rhode Island Cities and Towns, Facts, Map, Flag, Colleges, Government, and More